# Stefan Swieżawski

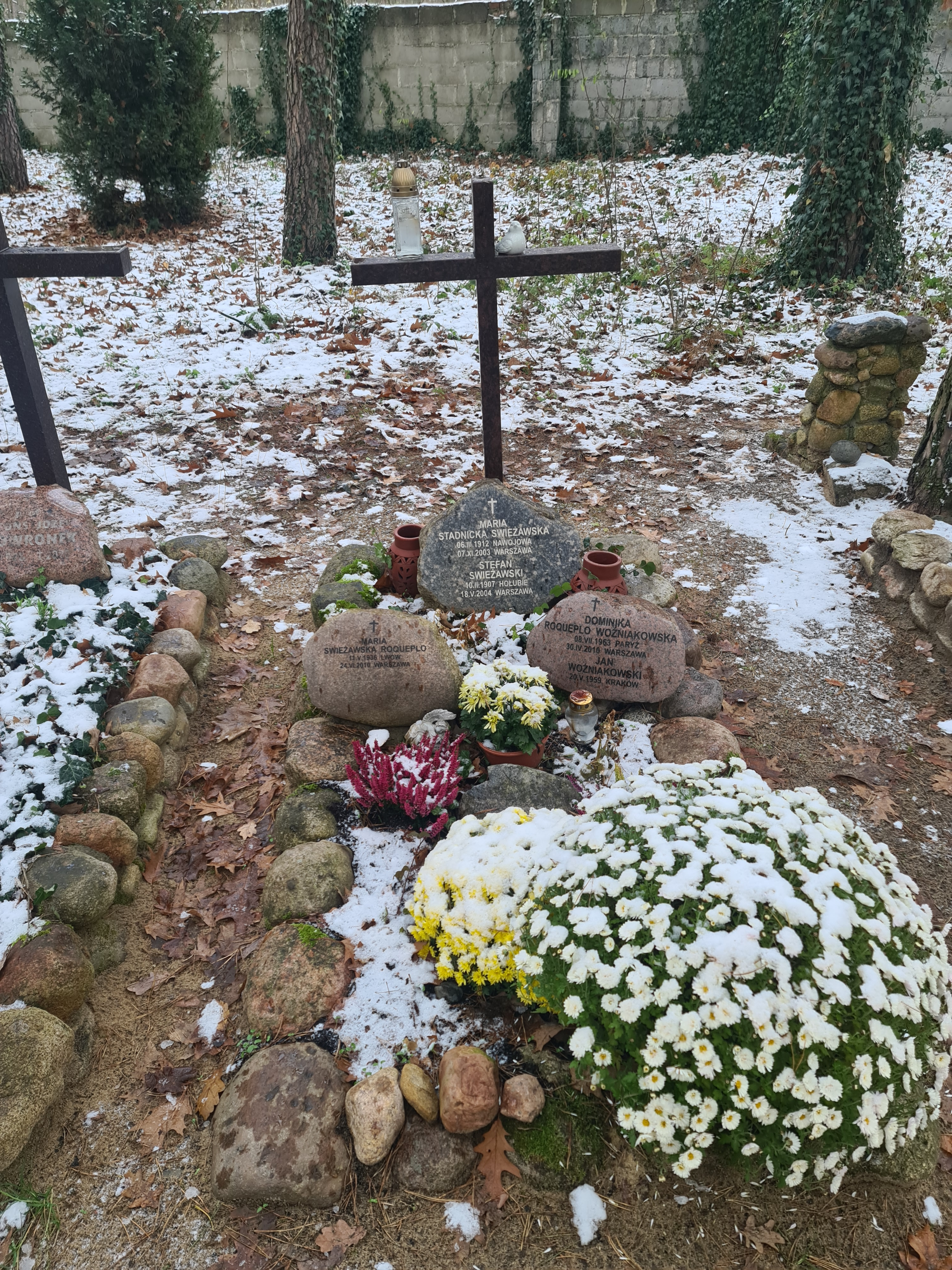
Grób Stefana Świeżawskiego i jego rodziny na cmentarzu leśnym w Laskach

Stefan Swieżawski (ur. 10 lutego 1907 w Hołubiu, zm. 18 maja 2004 w Konstancinie-Jeziornie) – polski historyk filozofii, autor ponad 250 prac naukowych, w tym Dziejów filozofii europejskiej w XV wieku, najobszerniejszego dzieła w literaturze światowej poświęconego filozofii tego okresu.

## Formacja duchowa
Swieżawski pochodził z zamożnej rodziny ziemiańskiej herbu Kuszaba (Paprzyca). W latach 1925–1932 studiował filozofię na Uniwersytecie Jana Kazimierza we Lwowie, w słynnej szkole lwowsko-warszawskiej, założonej przez Kazimierza Twardowskiego. Choć nie należał do najbliższego kręgu jego uczniów, wiele wyniósł z metodologii tej szkoły. W 1929 uzyskał absolutorium i dalszą naukę kontynuował w Paryżu. Pracę doktorską, pisaną pod kierunkiem Kazimierza Ajdukiewicza, obronił w roku 1932 na UJK we Lwowie.
Na duchowy rozwój Stefana Swieżawskiego znaczny wpływ wywarło Stowarzyszenie Katolickiej Młodzieży Akademickiej „Odrodzenie”, założone w 1919, którego prezesem był w roku akademickim 1927/1928. Z szeregów Odrodzenia wyszedł cały zastęp polskich intelektualistów, czerpiących z chrześcijaństwa inspirację dla swojej obecności w życiu społeczno-kulturowym, m.in. Jerzy Turowicz, Antoni Gołubiew, Karol Górski, Stanisław Stomma, Henryk Mosing, Tadeusz Fedorowicz, Aleksander Fedorowicz.
Po doktoracie rozpoczął pracę na Uniwersytecie Poznańskim.

## Życie prywatne
W grudniu 1932 roku poznał hrabiankę Marię Stadnicką z Nawojowej, z którą 1 lipca 1933 roku wziął ślub. Mieli dwie córki: Helenę (1934–2019) i Marię (1936–2010).

## Praca naukowa
Później (co najmniej od roku akademickiego 1935/1936) pracował na Uniwersytecie Jana Kazimierza we Lwowie, jako starszy asystent w oddziale II (kierowanym przez prof. Romana Ingardena) Zakładu Filozoficznego Wydziału Humanistycznego. Podczas okupacji wykładał na tajnym Uniwersytecie Ziem Zachodnich (konspiracyjna nazwa Uniwersytetu Poznańskiego) i pracował nad habilitacją, którą obronił na UAM w 1946. W tym samym roku został profesorem Katolickiego Uniwersytetu Lubelskiego. W latach 1948 do 1978 był tam kierownikiem Katedry Historii Filozofii Średniowiecznej i Nowożytnej. W 1967 roku został profesorem zwyczajnym.
Oprócz KUL-u wykładał również na Uniwersytecie Jagiellońskim i w Akademii Teologii Katolickiej w Warszawie, zapraszany był także na uczelnie zagraniczne: Sorbonę, Collège de France i uniwersytety we Włoszech. Był współpracownikiem Étienne Gilsona i Jacques'a Maritaina, przedstawicieli tomizmu egzystencjalnego.
Swieżawskiego interesowała przede wszystkim problematyka XIII-wiecznej myśli metafizycznej i antropologicznej, w szczególności zaś prace św. Tomasza. W latach 1974–1990 pisał swoje ośmiotomowe opus magnum: Dzieje filozofii europejskiej w XV wieku.
Był aktywnym członkiem Polskiej Akademii Umiejętności i współzałożycielem Ośrodka Badań nad Filozofią Średniowieczną w PAN-ie.
Był silnie związany ze środowiskami katolickimi skupionymi wokół Tygodnika Powszechnego i Znaku. Jako jedyny świecki audytor z krajów Europy Wschodniej brał udział w obradach II Soboru Watykańskiego. Był również przyjacielem Jana Pawła II.
W 1983 otrzymał Nagrodę im. Księdza Idziego Radziszewskiego Towarzystwa Naukowego KUL za rok 1982, za całokształt dorobku naukowego w duchu humanizmu chrześcijańskiego.
W 1997 w uznaniu znamienitych zasług dla Rzeczypospolitej Polskiej odznaczony został przez prezydenta Aleksandra Kwaśniewskiego Orderem Orła Białego. W 2004 został pośmiertnie odznaczony Orderem Ecce Homo.
W 2001 przyznano mu Nagrodę Fundacji na rzecz Nauki Polskiej za książkę Dzieje europejskiej filozofii klasycznej. Otrzymał też tytuł doktora honoris causa Uniwersytetu Jagiellońskiego (1989).
Pod koniec życia wraz z żoną postanowili przekazać cały swój dobytek wnukom i przeprowadzić się do prowadzonego przez Kościół Ewangelicko-Augsburski w RP ośrodka opieki „Tabita” w Konstancinie. Jego żona zmarła w listopadzie 2003 (a więc kilka miesięcy po 70. rocznicy ich ślubu), Swieżawski przeżył ją jedynie o kilka miesięcy. Był tercjarzem dominikańskim i, zgodnie ze swoją wolą oraz tradycją członków Zakonu, został pochowany w habicie. Wcześniej, od lat 40. do 60. XX wieku, małżeństwo prowadziło dom otwarty. W mieszkaniu przy ulicy Krupniczej 18 w Krakowie regularnie spotykali się intelektualiści polscy i zagraniczni, m.in. bywali tam: Karol Wojtyła, Władysław Tatarkiewicz, Przemysław Mroczkowski, Jerzy Turowicz, Andrzej Półtawski, Wanda Półtawska, Stefan Wilkanowicz, Antoni Gołubiew, Hanna Malewska, czy Emmanuel Mounier.
W PRL informacje na temat Stefana Swieżawskiego podlegały cenzurze. W styczniu 1976 roku podpisał list protestacyjny do Komisji Nadzwyczajnej Sejmu PRL przeciwko zmianom w Konstytucji Polskiej Rzeczypospolitej Ludowej. W 1977 roku jego nazwisko znajdowało się na specjalnej liście osób pod szczególną kontrolą cenzury. Zalecenia cenzorskie dotyczące jego osoby zanotował Tomasz Strzyżewski, który w swojej książce o peerelowskiej cenzurze opublikował notkę informacyjną z 7 stycznia 1977 roku  Głównego Urzędu Kontroli Prasy, Publikacji i Widowisk. Wytyczne dla cenzorów wymieniały jego nazwisko z adnotacją: "Wszelkie próby popularyzowania w środkach masowego przekazu (prasa codzienna, radio, TV, tygodniki społeczno-polityczne) niżej wymienionych osób należy sygnalizować kierownictwu GUKPPiW". Zalecenia cenzorskie zezwalały jedynie na publikacje w prasie specjalistycznej, naukowej oraz skryptach itp.

## Dzieła Stefana Swieżawskiego (wybrane)
- Zagadnienie historii filozofii
- Alfabet duchowy
- Między średniowieczem a czasami nowymi
- Traktat o człowieku (Summa teologii 1, 75–89)
- Święty Tomasz na nowo odczytany
- Dzieje europejskiej filozofii klasycznej
- Lampa wiary
- Byt
- Człowiek średniowieczny
- Kontemplacja i zdradzony świat: Tomasz Królak
- L'univers la philosophie de la nature au XVe siècle en Europe
- Studia z myśli późnego średniowiecza
- Dobro i tajemnica
- Istnienie i tajemnica
- Człowiek i tajemnica
- Rozum i tajemnica
- Owoce życia
- W nowej rzeczywistości 1945–1965
- Eklezjologia późnośredniowieczna na rozdrożu
- Wielki przełom
- U źródeł nowożytnej etyki
- Dzieje filozofii europejskiej w XV wieku (tomy I – VIII), adaptację przygotował M. Prokopowicz, pt. Histoire de la philosophie européenne au XVe siècle
- Przebłyski nadchodzącej epoki
- Prawda i tajemnica